# Гейнс (Нідерланди)
Гейнс (нід. Huins, фриз. Húns) — село в нідерландській провінції Фрисландія. Входить до муніципалітету Леуварден.
Його площа становить 3,18км², а населення станом на 2021 рік складало 105 осіб.
Перша згадка про населений пункт датується 13-им сторіччям.

## Галерея

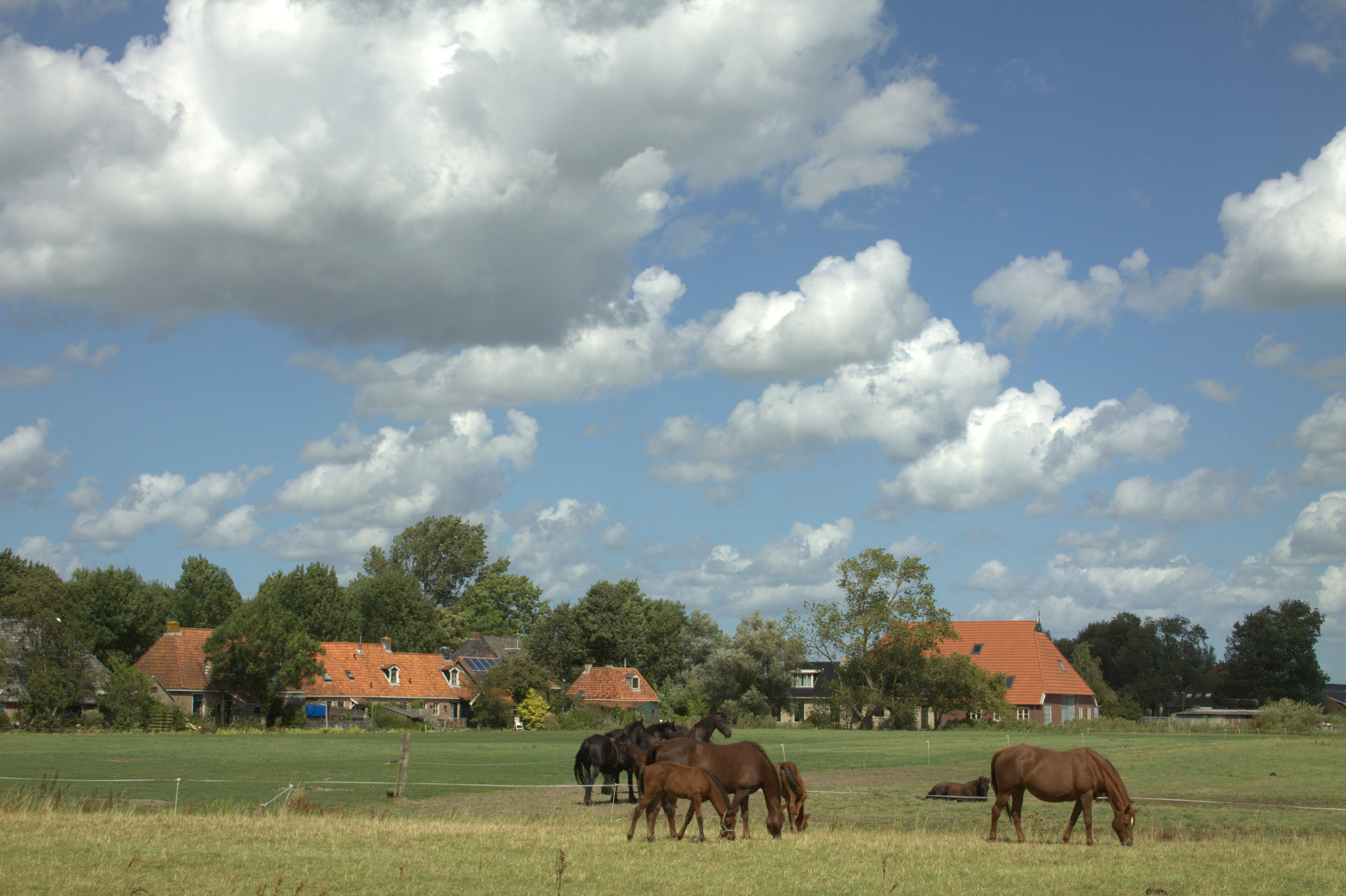
Панорама села
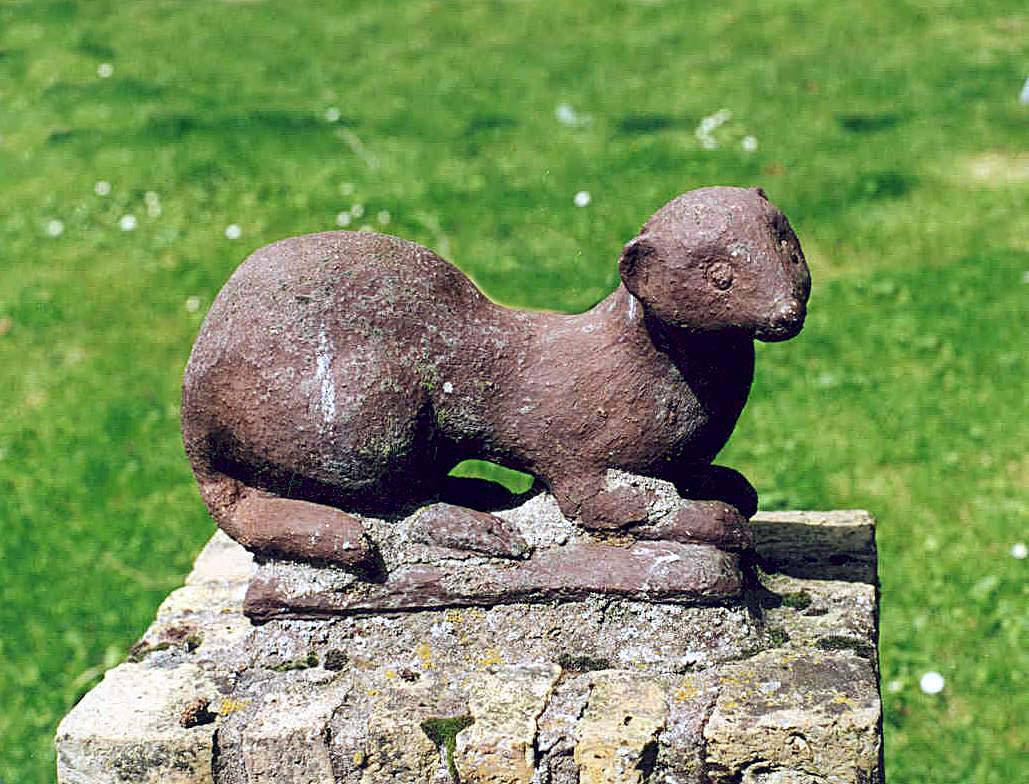
Статуя куниці
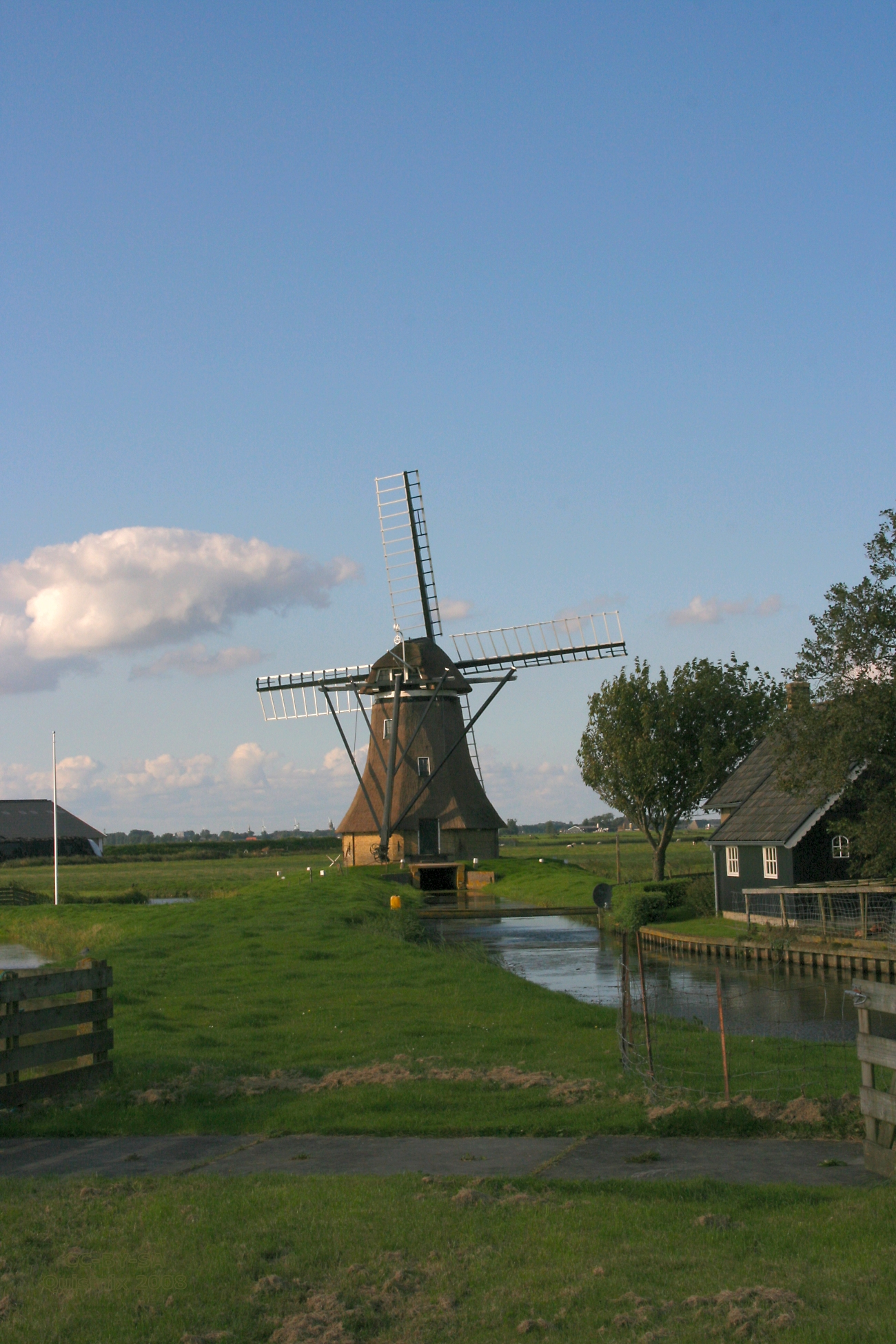
Вітряк De Huinsermolen
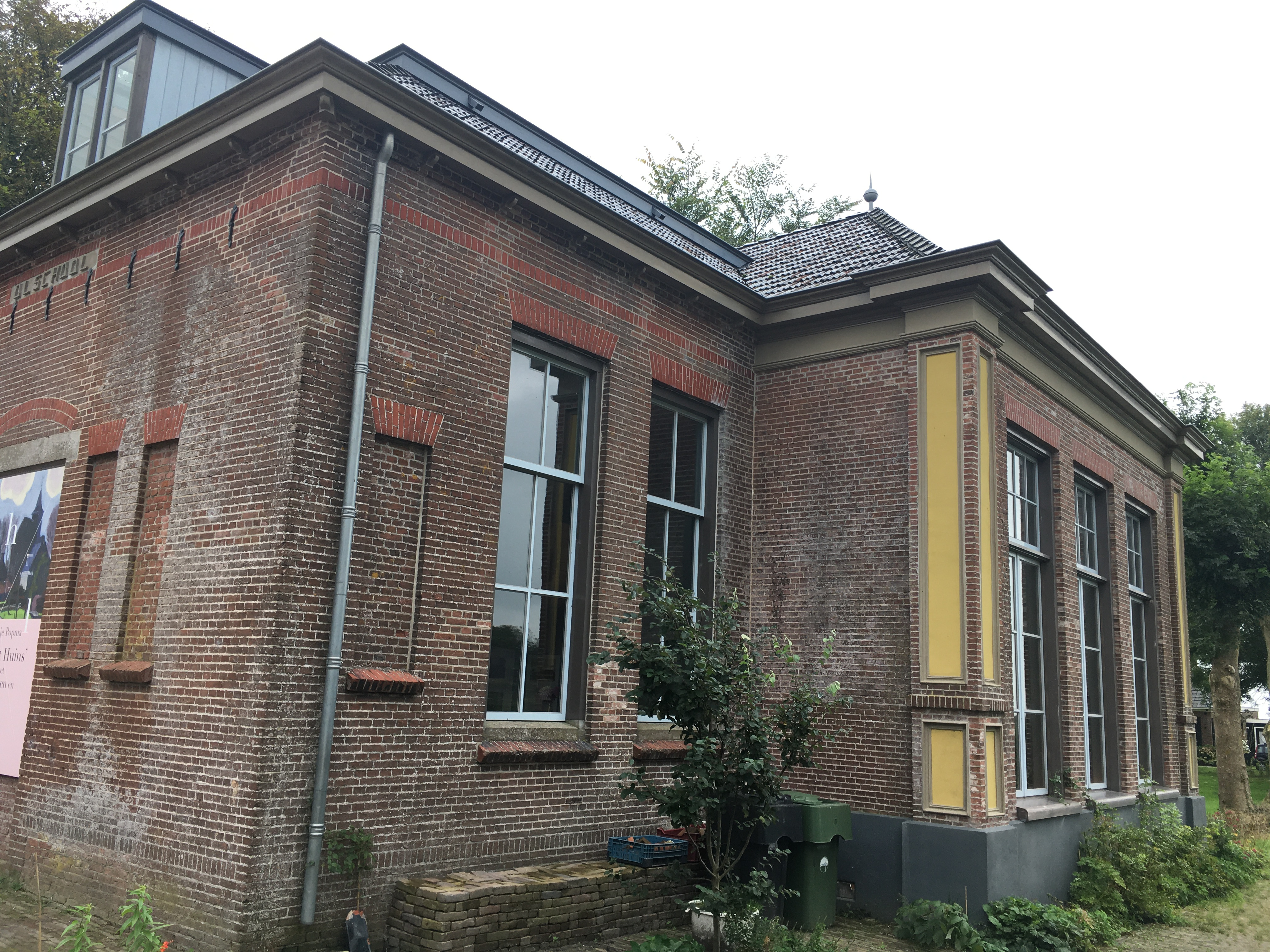
Будівля колишньої школи